# Галеция
Галеция (на латински: Gallaecia, Callaecia, Hispania Gallaecia) е латинското име през Древността и Средновековието на територия в северозападната част на Иберийския полустров (горе-долу днешна Галисия, Испания и Северна Португалия). Името Галеция съществува в документи до края на 4 век.

## История
Името Галеция произлиза вероятно от келтското племе Калаики (Callaici, Gallaeci, на гръцки: Kallaikoi), което се появява в източниците за пръв път около 139/136 пр.н.е. Територията е част от провинция Далечна Испания (Hispania ulterior). По времето на император Август територията е обединена с провинцията Близка Испания (Hispania Citerior). По-късно територията се нарича Тараконска Испания (Hispania Tarraconensis).
От 285 до 290 г. император Диоклетиан при реформите си увеличава броя на провинциите на Римската империя. Територията на Близка Испания е разделена на три провинции, от които едната се казва Callaecia.
През септември или октомври 409 г. в Испания навлизат вандали, свеби и алани. Свебите образуват в Галеция Кралство на свебите (regnum Galliciensim) със столица Бракара Августа (Bracara Augusta, днес Брага в Португалия). Една част от Галеция първо е завзета от вандалите, които обаче се оттеглят след боеве със свебите. Свебите признават номинално западноримския император и римските войски им помагат в борбата срещу вандалите. От 429 г. те разширяват територията си.
След унищожаването на Свебското кралство и включването на територията му във Вестготското кралство през 585 г. името Gallaecia продължава да се употребява и територията става кралство Галисия.